# Kabinett Arnold I
Das Kabinett Arnold I bildete vom 17. Juni 1947 bis 1. August 1950 die Landesregierung von Nordrhein-Westfalen.
| Amt | Name | Partei        | Partei             |
| --- | --- | ------------- | ------------------ |
| Ministerpräsident | Karl Arnold                                                                                                  |               | CDU                |
| Stellvertreter des Ministerpräsidenten | Walter Menzel                                                                                                |               | SPD                |
| Inneres | Walter Menzel                                                                                                |               | SPD                |
| Finanzen | Heinrich Weitz                                                                                               |               | CDU                |
| Justiz | Gustav Heinemann (bis 7. September 1948) Artur Sträter (ab 7. September 1948)                                | CDU           |                    |
| Kultus | Heinrich Konen (bis 18. Dezember 1947) Christine Teusch (ab 18. Dezember 1947)                               | CDU           |                    |
| Verkehr | Heinz Renner (bis 5. April 1948) Karl Arnold (ab 5. April 1948)                                              |               | KPD                |
| Verkehr | Heinz Renner (bis 5. April 1948) Karl Arnold (ab 5. April 1948)                                              | CDU           |                    |
| Arbeit | August Halbfell                                                                                              |               | SPD                |
| Soziales | Rudolf Amelunxen                                                                                             |               | Zentrum            |
| Wirtschaft | Erik Nölting                                                                                                 |               | SPD                |
| Ernährung, Landwirtschaft und Forsten | Heinrich Lübke                                                                                               |               | CDU                |
| Wiederaufbau | Hugo Paul (bis 5. April 1948) Ernst Gnoß (5. April 1948 – 12. März 1949) Fritz Steinhoff (ab 16. April 1949) |               | KPD                |
| Wiederaufbau | Hugo Paul (bis 5. April 1948) Ernst Gnoß (5. April 1948 – 12. März 1949) Fritz Steinhoff (ab 16. April 1949) | SPD           |                    |
| Bevollmächtigter beim Länderrat für das Vereinigte Wirtschaftsgebiet der britischen und amerikanischen Zone (5. April 1948 – 23. Mai 1949) Vertreter beim Bund und Mitglied des Bundesrates (ab 23. Mai 1949) | Carl Spiecker                                                                                                |               | Zentrum (bis 1949) |
| Bevollmächtigter beim Länderrat für das Vereinigte Wirtschaftsgebiet der britischen und amerikanischen Zone (5. April 1948 – 23. Mai 1949) Vertreter beim Bund und Mitglied des Bundesrates (ab 23. Mai 1949) | Carl Spiecker                                                                                                | CDU (ab 1949) |                    |

## Quelle
- Landtag Nordrhein-Westfalen, Die Landesregierungen Nordrhein-Westfalen seit 1946 – Die Kabinette und ihre Mitglieder (PDF-Datei; 170 kB)